# 김약진 (고려의 무신)
김약진(金躍珍, 생몰년 미상)은 고려(高麗)의 무신이다.

## 생애
최충헌(崔忠獻)의 수하이자 족인인 그는 1196년에 무신정치가 이의민을 타도하는 정변에 참여하였고, 최충헌이 고려의 실권자로 집권하자 그의 심복으로서 명종, 신종, 희종, 강종에 걸쳐 네 임금을 섬겼다.

## 김약진이 등장한 작품

### TV 드라마
- 《무인시대》(KBS, 2003년 ~ 2004년) - 홍일권